# Lodovico Buffetti

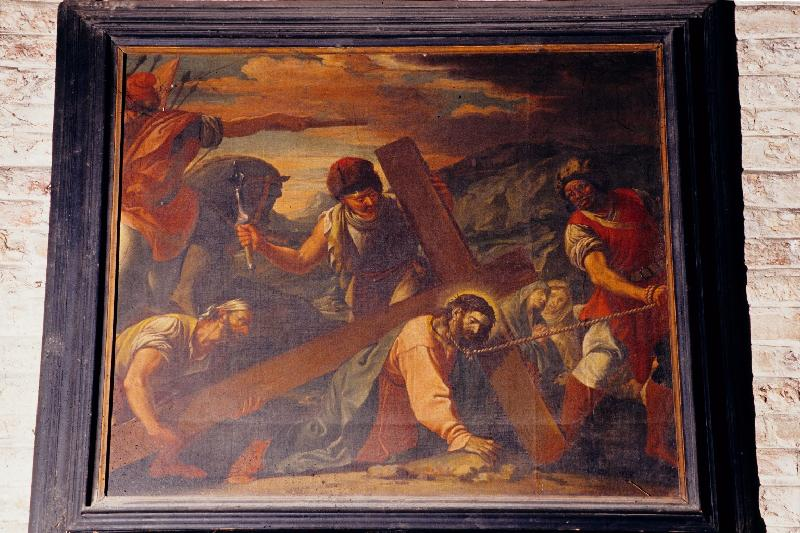
Christ tombe sous la Croix

Lodovico Buffetti ou Ludovico Buffetti ( Vérone, 1722 - mort à Vicence en mars 1782) est un peintre italien. 

## Biographie
Fils d'un pharmacien, Lodovico Buffetti s'est formé à Vérone auprès de Simone Brentana, puis a déménagé et travaillé principalement à Vicence où il a peint des sujets sacrés. Son fils, Giuseppe Buffetti, est également un peintre. 

## Œuvres
- St Vincent Ferrer exécutant un miracle, retable pour San Pietro in Monastero.
- Mariage de la Vierge et Gloire de saint Joseph, Oratoire supprimé de Santa Caterina presso Ognissanti.
- Saint Augustin méditant sur la Trinité, église de Santa Eufemia .
- Santi Coronati, église de Santi Eleuterio e Barbara.
- Sainte-Anne, la Vierge et le jeune Jean-Baptiste , église dei Filippini à Vicence.

## Biographie
- Diego Zannandreis, Le vite dei pittori, scultori e architetti veronesi, Stabilimento Tipo-Litografico G. Franchini, Verona; Digitized by Googlebooks from University of California copy on Feb 22, 2007, 1891, 422 p. (lire en ligne)